# Microcebus mittermeieri
Microcebus mittermeieri is een zoogdier uit de familie van de dwergmaki's (Cheirogaleidae). De wetenschappelijke naam van de soort werd voor het eerst geldig gepubliceerd door Louis et al. in 2006.

## Taxonomie
Deze soort is waarschijnlijk het nauwste verwant aan Microcebus lehilahytsara, in 2020 suggereerden 2 studies dat M. mittermeieri een synoniem was van M. lehilahytsara.
De soort is genoemd naar Russell Mittermeier, de voormalige president van Conservation International, die zich heeft ingezet voor de bescherming van primaten over de hele wereld. 

## Kenmerken
De rug is roodbruin. De buik is lichtbruin. Onder de ogen zit een witte vlek. Op de keel zitten gele haren. De staart is van boven bruin en van onderen zwart. De kop-romplengte bedraagt 82,3 mm, de staartlengte 124,7 mm, de oorlengte 12,2 mm en het gewicht 40,4 gram.

## Voorkomen
De soort komt voor voorkomt in het beschermde gebied Anjanaharibe-Sud in de provincie Antsiranana op Madagaskar.